# 한솔초등학교 (강원)
한솔초등학교는 대한민국 강원특별자치도 강릉시에 있는 초등학교다.

## 학교 연혁
- 1995.07.15 한솔초등학교 설립인가
- 1997.03.01 개교(23학급 편성)
- 1997.05.06 개교식 거행
- 1998.03.01 한솔초등학교 병설유치원 개원
- 1999.03.01 교육부 선정 '새 학교문화 창조' 우수학교
- 2001.03.01 춘천교육대학교 대용부설초등학교로 지정
- 2001.12.31 학교경영 우수교 및 교육계획서 우수교로 표창 수상
- 2004.12.24 교육시책 우수학교 표창 수장(교육부장관)
- 2007.12.24 교육활동 유공학교 표창 수상(강원도교육감)
- 2008.11.28 방과후 교육활동 우수학교 표창 수상(강원도교육감)
- 2011.02.11 제11회 졸업식(총2,281명)
- 2011.03.01 25학급 편제
- 2011.03.01 춘천교육대학교 교육실습대용학교 5차 지정
- 2011.09.01 제7대 교장 변영규 부임
- 2014.03.03 제8대 교장 지용식 부임
- 2015.03.02 제9대 교장 김장호 부임

## 참고 자료
- 한솔초등학교 - 한국교육학술정보원 학교알리미